# Beauvoir-Wavans
Beauvoir-Wavans település Franciaországban, Pas-de-Calais megyében. Lakosainak száma 363 fő (2022. január 1.). Beauvoir-Wavans Nœux-lès-Auxi, Auxi-le-Château, Villers-l’Hôpital, Béalcourt, Frohen-sur-Authie, Maizicourt és Saint-Acheul községekkel határos.

## Népesség
A település népességének változása:
| Lakosok száma | 394  | 384  | 389  | 380  | 378  | 377  | 374  | 371  | 363  |
|               | 2013 | 2015 | 2016 | 2017 | 2018 | 2019 | 2020 | 2021 | 2022 |